# Monticello (Iowa)
Monticello es una ciudad ubicada en el condado de Jones en el estado estadounidense de Iowa. En el Censo de 2010 tenía una población de 3796 habitantes y una densidad poblacional de 231,36 personas por km².

## Geografía
Monticello se encuentra ubicada en las coordenadas 42°13′51″N 91°11′2″O / 42.23083, -91.18389. Según la Oficina del Censo de los Estados Unidos, Monticello tiene una superficie total de 16.41 km², de la cual 16.3 km² corresponden a tierra firme y (0.65%) 0.11 km² es agua.

## Demografía
Según el censo de 2010, había 3796 personas residiendo en Monticello. La densidad de población era de 231,36 hab./km². De los 3796 habitantes, Monticello estaba compuesto por el 98.63% blancos, el 0.34% eran afroamericanos, el 0.03% eran amerindios, el 0.26% eran asiáticos, el 0% eran isleños del Pacífico, el 0.26% eran de otras razas y el 0.47% pertenecían a dos o más razas. Del total de la población el 1.32% eran hispanos o latinos de cualquier raza.